# Dongola
Dongola (arabiska: دنقلا, Dunqulā) är en stad i norra Sudan, 450 kilometer nordväst om Khartoum. Den är huvudort i delstaten ash-Shamaliyya.
Dongola är ett jordbrukscentrum där det idkas handel med lantbruksvaror, särskilt dadlar och frukt. Staden var från 500-talet till 1300-talet huvudstad i det kristna riket Makuria eller Dongola. Den ödelades 1812 av mamluker, kom 1820 under Egypten och tillhörde 1885–1896 mahdisterna.